# Über die Schädlichkeit des Tabaks

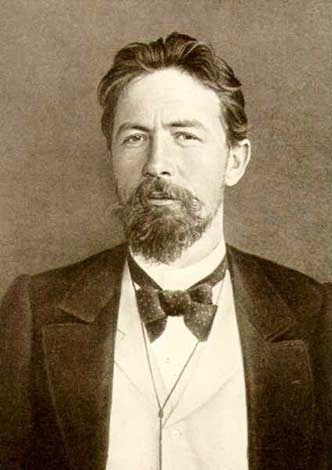
Anton Tschechow

Über die Schädlichkeit des Tabaks (russisch О вреде табака, O wrede tabaka) ist ein Einakter des russischen Schriftstellers Anton Tschechow, der am 17. Februar 1886 in der Peterburgskaja gaseta erschien. Im September 1901 trug Alexander Kuprin den Monolog in Kolomna vor. Im Jahr 1960, zum 100. Geburtstag Tschechows, kam der Einakter auf die deutsche Bühne.

## Inhalt
Mit seinem dreißig Jahre alten Frack bekleidet, hält der betagte Iwan Iwanowitsch Njuchin im Auftrage seiner Ehefrau, der Vorsteherin einer Musikschule und eines Töchterpensionats, von der Bühne des Städtischen Klubs herab einen Vortrag Über die Schädlichkeit des Tabaks. Njuchin selbst ist Raucher, doch seine Frau hat das Thema festgelegt. Der naturwissenschaftlich nicht ausgebildete Njuchin behauptet in seinem Referat u. a., dass eine in eine Tabaksdose gesetzte Fliege an Nervenzerrüttung verkümmert.
Er weicht aber mit fortlaufendem Vortrag immer mehr vom Thema ab und spricht zunehmend über seine Lebensumstände. Nervös sei er seiner Erinnerung nach seit dem 13. September 1889, dem Geburtstag der vierten Tochter Warwara. Das Augenzwinkern könnte von seiner Tätigkeit als Wirtschaftsleiter in den Unternehmungen seiner Frau herrühren. Darüber hinaus unterrichtet der geplagte Mann zusätzlich Mathematik, Physik, Chemie, Geographie, Geschichte, Literatur, Solfeggio, Tanz, Gesang und Zeichnen. Für manches Fach kassiere seine Frau bei den Eltern der Höheren Töchter extra. Während sie um die 45 000 Rubel auf die hohe Kante gelegt hat, besitzt Njuchin nicht eine Kopeke. Manche Tage bekommt er kein Mittagessen vorgesetzt und wird regelmäßig von seiner übellaunigen Gattin beschimpft. Wahrscheinlich rührt aller Unbill von der Zahl 13 her. Die kinderreiche Familie wohnt in der Pjatisobatschigasse 13. Das Haus hat 13 Fenster. Alle seine sieben Kinder, ausschließlich Mädchen, sind an einem 13. geboren. Anna, die älteste, ist 27, die jüngste 17. Bereits dreiunddreißig Jahre wird er von seiner Frau gequält und lebt in großer Angst vor ihr. Sobald ihn seine Frau einmal nicht überwacht, betrinkt Njuchin sich gern, wofür gewöhnlich bereits ein Glas genügt. Alle Töchter sind noch ledig. Grund ist der Geiz der Mutter, die keine Abendgesellschaft geben möchte. Vor dreißig Jahren wurde Njuchin in oben erwähntem Frack getraut. Nun, am Ende seines Vortrages Über die Schädlichkeit des Tabaks, reißt der alte Mann sich das abgewetzte Stück vom Leibe und trampelt darauf herum.

## Aufführungen
- bei YouTube
  - Massimo Marante als Iwan Njuchin: 44 min
  - Moisej Bazijan als Iwan Njuchin: 22 min
  - Dezember 2009, Michael Vogtmann monologisiert: Stadttheater Fürth, Regie: Werner Müller

## Verwendete Ausgabe
- Über die Schädlichkeit des Tabaks. Monolog in einem Akt. Aus dem Russischen übersetzt von Gudrun Düwel. S. 145–152 in: Wolf Düwel (Hrsg.): Anton Tschechow: Der Kirschgarten. Dramen. 719 Seiten. Rütten & Loening, Berlin 1964 (1. Aufl.)